# Wojciech z Pęchowa
Wojciech z Pęchowa – podczaszy inowrocławski w 1266 r., kasztelan bydgoski z nadania księcia Wielkopolski Bolesława Pobożnego w latach 1268–1279, kasztelan inowrocławski w latach 1279–1301.
Był synem Ścibora z Pęchowa. Pochodził z rodziny, której majątki zlokalizowane były w okolicach Dębowej Góry (między Serockiem, a Dobrczem).
Był przeciwnikiem księcia inowrocławskiego Siemomysła, gdyż w 1271 r. wystąpił u boku jego przeciwnika Bolesława Pobożnego.
Książę ten zajął Bydgoszcz w 1268 r. i po tragicznej śmierci kasztelana Teodoryka, nadał mu kasztelanię bydgoską, którą dzierżył do czasu ustaleń na zjeździe w Lądzie w 1278 r. Następnie awansował na kasztelanię inowrocławską, którą dzierżył do śmierci.
Wojciech Posiadał córkę Katarzynę, z którą ożenił się Jan herbu Koziaszyja oraz syna Jakuba.
Był właścicielem dóbr na pograniczu bydgosko-wyszogrodzkim oraz Łabiszyna. Zmarł w 1301 r.